# Ruppertshofen (Ostalbkreis)
Ruppertshofen ist eine Gemeinde in Baden-Württemberg und gehört zum Ostalbkreis.

## Geographie

### Geographische Lage
Ruppertshofen liegt auf der Frickenhofer Höhe rund 15 km nördlich von Schwäbisch Gmünd. Die Markungsfläche selbst weist beachtliche Höhenunterschiede aus. Während der Hauptort 511 m ü. NN liegt, liegen die Ortsteile Hönig mit 429 m ü. NN und Birkenlohe mit 434 m ü. NN im Tal der „Gschwender“ Rot deutlich niedriger.

### Nachbargemeinden
Die Gemeinde grenzt im Norden an Gschwend, im Osten an Eschach, im Süden an Täferrot, im Südwesten an Durlangen und im Westen an Spraitbach.

### Gemeindegliederung
Zur Gemeinde Ruppertshofen zählen neben dem Hauptort Ruppertshofen die Ortsteile Birkenlohe, Hönig, Steinenbach und Tonolzbronn sowie die Gehöfte/Wohnplätze Bittelhof, Boschenhof, Fohlenhof, Fuchsreute, Haldenhaus, Hofstatt, Höllhof, Jakobsberg, Krebenhaus, Lindenhof, Lettenhäusle, Ölmühle, Striethof und Ulrichsmühle sowie die abgegangenen Ortschaften Hegnesbach (bis 1977), Hilgartshofen, Götzenlehen, Reichenbacher Sägmühle (bis 1977) und Wolfertshofen.

### Flächenaufteilung
Nach Daten des Statistischen Landesamtes, Stand 2014.

## Geschichte

### Bis zum Ende des Heiligen Römischen Reichs
Funde belegen, dass bereits in vorgeschichtlicher Zeit Menschen auf der Frickenhofer Höhe unterwegs waren und dort wahrscheinlich gelebt haben. Die Funde reichen zurück bis in die Zeit um 15.000 v. Chr. Freie Bauern schlossen sich zu einer Waibelhube zusammen, die ihren Sitz in Ruppertshofen hatte. In Schriftstücken des 14. Jahrhunderts heißt dieser Verband „die Waibelhube ob Gemünde“ oder „die Waibelhube die uf dem Walde ob Lorch gelegen ist“.
Dass Ruppertshofen in einer Verkaufsurkunde aus dem Jahr 1344 erstmals erwähnt wird, konnte 2019 von Klaus Graf als Irrtum erwiesen werden. Ein Lehenbucheintrag über die Waibelhube 1344 nennt den Ortsnamen noch nicht, erst ein weiterer Lehenbucheintrag um 1369. Beide sind heute nicht mehr im Original vorhanden, da das württembergische Lehenbuch A im Zweiten Weltkrieg vernichtet wurde. Die älteste erhaltene Originalurkunde stammt aus dem Jahr 1380.
Ein besonderer Schicksalsschlag traf Ruppertshofen im Frühjahr 1609, als durch Unachtsamkeit 30 Häuser einem Feuer zum Opfer fielen. Auch die dem Heiligen Nikolaus geweihte Kapelle brannte nieder. Bereits 1610 war diese aber wieder aufgebaut. An der Pest starben 1635 im Ort 212 Menschen. Eine Volkszählung brachte 1785 folgendes Ergebnis: Ruppertshofen hat 68 limpurgische und 60 württembergische Einwohner, der heutige Ortsteil Tonolzbronn hat 43 limpurgische, 23 württembergische und 1 lorchischen Einwohner, und der heutige Ortsteil Hönig hat 36 limpurgische Einwohner.

Anlässlich des Jubiläums 675 Jahre Ruppertshofen (18. bis 20. Oktober 2019) hielt Klaus Graf am 18. Oktober 2019 einen Vortrag über die Geschichte von Ruppertshofen, in dem er besonders auf die Zeit vor dem 18. Jahrhundert einging.

### 19. und 20. Jahrhundert
Die Geschichte Ruppertshofen ist geprägt von häufigen Besitzwechseln zwischen Klöstern, den Schenken von Limpurg und dem Adelsgeschlecht der Württemberger. Auch die Reichskreiszugehörigkeit war unterschiedlich: Limpurg gehörte zum Fränkischen Reichskreis, während Württemberg zum Schwäbischen Reichskreis zählte. Im Jahre 1806 kam der limpurgische Teil von Ruppertshofen endgültig an das Königreich Württemberg und gehörte als Schultheißerei zum Oberamt Gmünd. Seit 1809 war Ruppertshofen dem Oberamt Gaildorf zugeordnet. Bei der Verwaltungsreform während der NS-Zeit in Württemberg erfolgte 1938 die Eingliederung in den Landkreis Gmünd. Nach dem Zweiten Weltkrieg lag der Ort in der Amerikanischen Besatzungszone und somit im neu gegründeten Land Württemberg-Baden, das 1952 im jetzigen Bundesland Baden-Württemberg aufging. Seit der Kreisreform von 1973 ist Ruppertshofen Teil des Ostalbkreises.

### Einwohnerentwicklung
| Jahr      | 1790 | 1839 | 1852 | 1871 | 1900 | 1925 | 1950 | 1975 | 1990 | 1995 | 2000 | 2005 | 2010 | 2015 | 2020 | 2021 | 2022 |
| --------- | ---- | ---- | ---- | ---- | ---- | ---- | ---- | ---- | ---- | ---- | ---- | ---- | ---- | ---- | ---- | ---- | ---- |
| Einwohner | 700  | 1117 | 1173 | 1121 | 1143 | 1045 | 1351 | 1290 | 1412 | 1689 | 1871 | 1871 | 1833 | 1823 | 1876 | 1868 | 1907 |

### Abtretungen
Am 1. Januar 1977 wurden im Zuge einer freiwilligen Gebietsänderung die Gemeindeteile Hinterlintal, Hegenreute und Eigenhof nach Spraitbach und Hafental nach Alfdorf umgemeindet.

## Religionen
Ungewöhnlich und kompliziert waren lange Zeit die kirchlichen Verhältnisse in Ruppertshofen. Zuerst war Ruppertshofen Täferrot zugeordnet. Um 1579 wurde der Ort der Pfarrei Frickenhofen zugewiesen. Als im Dreißigjährigen Krieg die Kirche in Frickenhofen abbrannte, wurde wieder die Pfarrei Täferrot (1634–1650) zuständig. In den folgenden Jahren waren beide für Ruppertshofen zuständig. 1835 wurde Ruppertshofen von Täferrot ausgepfarrt und gänzlich mit Frickenhofen verbunden. Erst 1892 genehmigte das Konsistorium die Umwandlung in eine ständige Pfarrei. Nur wenige Katholiken wohnten damals in Ruppertshofen. Selten steht von ihnen etwas in den Kirchenbüchern. Im Buch von Hermann Kissling ist darüber zu lesen: „1909 schreibt Pfarrverweser Friedrich Löwe in einem Bericht: ‚Unser Verhältnis zur katholischen Kirche, die in den benachbarten Orten Spraitbach und Zimmerbach Pfarrsitze hat, ist gut, das heißt wir ignorieren sie und sie ignorieren uns.‘“
Neben der evangelischen gibt es heute eine neuapostolische Kirchengemeinde im Ort.

## Politik

### Gemeinderat
Dem Gemeinderat von Ruppertshofen gehören zwölf gewählte Bürger der Gemeinde und der getrennt gewählte Bürgermeister als Vorsitzender an. Die Kommunalwahl am 9. Juni 2024 führte bei einer Wahlbeteiligung von 64,0 % zu folgendem Ergebnis (mit Vergleichszahlen der Wahl 2019):
| Partei/Liste     | 2024          | 2024   | 2019          | 2019   |
| Partei/Liste     | Stimmenanteil | Sitze  | Stimmenanteil | Sitze  |
| Bürgernahe Liste | 50,7 %        | 6      | 51,7 %        | 6      |
| Neue Liste       | 49,3 %        | 6      | 48,3 %        | 6      |
| Wahlbeteiligung  | 64,0 %        | 64,0 % | 61,2 %        | 61,2 % |

### Bürgermeister
Bis 1919 hießen die Ortsvorsteher Schultheißen, dann Bürgermeister.
| Schultheißen - 1788–1814: Johann Georg Schmid - 1814–1871: Jakob Fritz - 1872–1888: Jakob Müller - 1889–1908: Karl Noller - 1909–1914: Andreas Beck - 1914–1919: Konrad Hahn | Bürgermeister - 1919–1945: Hermann Maurer - 1945–1948: Albert Kunz, Tonolzbronn, Kommissarischer Bürgermeister - 1948–1983: Hermann Metz - 1983–2007: Thomas Dörr - Seit 2007: Peter Kühnl |

Der amtierende Bürgermeister Peter Kühnl (parteilos) wurde am 17. September 2023 mit 86,25 Prozent der gültigen Stimmen für eine dritte Amtszeit von acht Jahren erneut gewählt. Die Wahlbeteiligung lag bei 34,62 Prozent.

### Verwaltungszugehörigkeit
Von 1806 bis 1809 gehörte Ruppertshofen als Schultheißerei zum Oberamt Gmünd. Im Zuge einer Verwaltungsreform wurde Ruppertshofen 1809 dem Oberamt Gaildorf zugeordnet. 1938 wurde das Oberamt Gaildorf aufgelöst und Ruppertshofen kam zum Landkreis Schwäbisch Gmünd. Durch die Kreisreform 1973 ging der Landkreis im Ostalbkreis auf.

### Verwaltungsverband
Die Gemeinde ist seit 1971 Mitglied des Gemeindeverwaltungsverbands Schwäbischer Wald mit Sitz in Mutlangen.

### Wappen
Blasonierung: In Blau ein achtspeichiges silbernes Pflugrad, darüber ein linkshin liegendes silbernes Sensenblatt.
Pflugrad und Sensenblatt beziehen sich auf die Landwirtschaft sowie auf die ehemals freien Bauern von Ruppertshofen sowie auf die Beteiligung der dortigen Bevölkerung am Bauernkrieg 1525. Blau und Silber sind die Wappenfarben der mit der Ortsgeschichte verbundenen Schenken von Limpurg.
Die Gemeindeflagge ist Weiß-Blau.
1930 zeigte ein unheraldisches Stempelbild des Schultheißenamtssiegel die Initiale „R“ und zwei kleine Häuschen, die offenbar auf den Namensbestandteil „-hofen“ hinweisen sollten. Spätere Amtssiegel zeigten die Häuschen auch in einer schildförmigen Umrandung, zu einem amtlich gültigen Wappen wurde dieses Bildmotiv allerdings nicht weiterentwickelt.
Am 28. März 1958 wurden der Gemeinde vom Innenministerium Baden-Württemberg das heute gültige Wappen und die Flagge verliehen.

### Partnerschaften
Seit 1992 besteht eine Gemeindepartnerschaft mit der damaligen Gemeinde Gehringswalde in Sachsen, seit 1. Januar 1999 Ortsteil der Stadt Wolkenstein (Erzgebirge), die diese Partnerschaft fortsetzt.

## Sehenswürdigkeiten

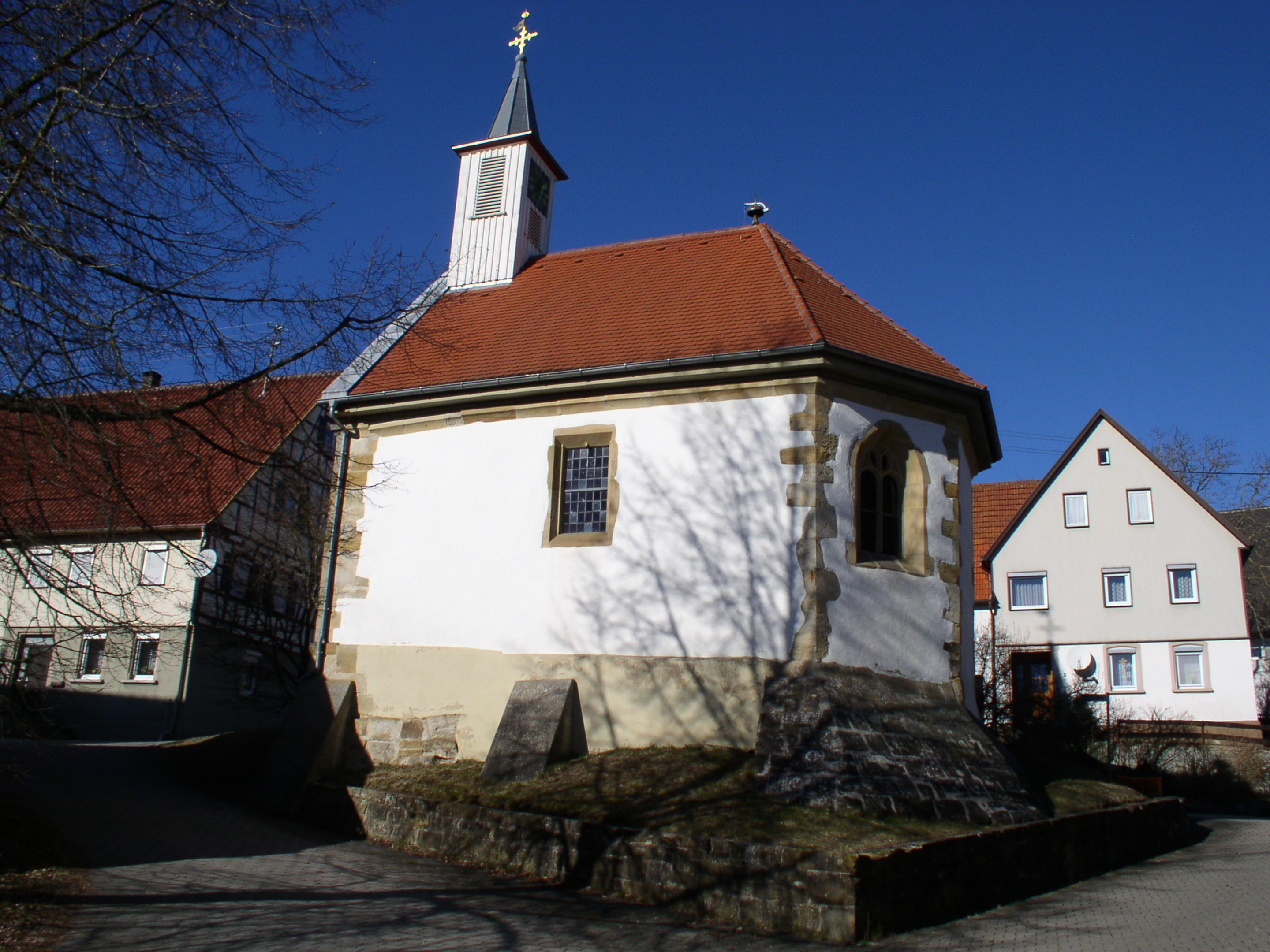
Nikolaus-Kapelle in Ruppertshofen
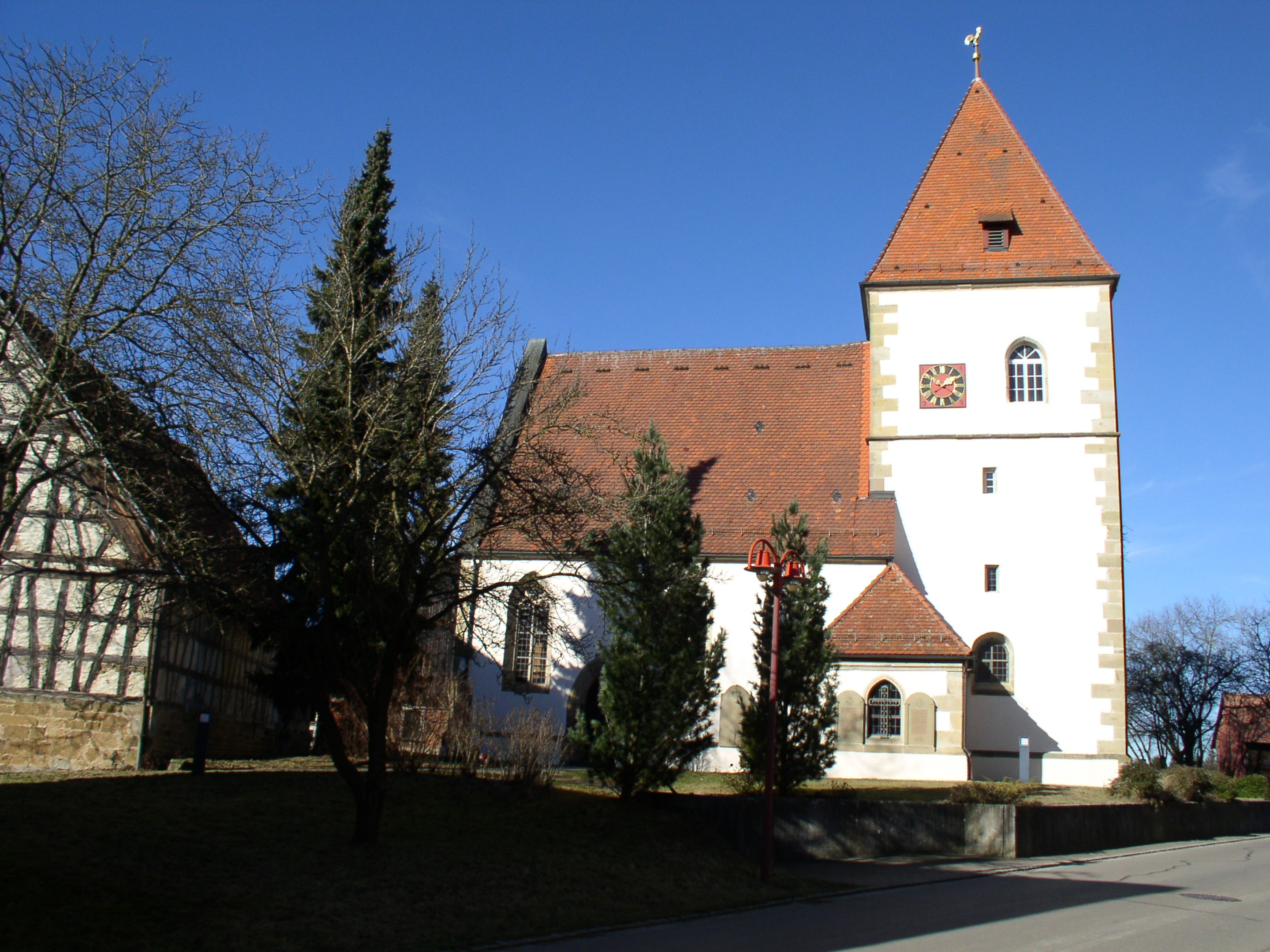
Stephanus-Kirche, Tonolzbronn

### Nikolaus-Kapelle (Käppele)
Die dem heiligen Nikolaus gewidmete Nikolaus-Kapelle liegt in der Ortsmitte von Ruppertshofen. Ihre Hanglage wird durch niedrige, wuchtige Stützpfeiler gesichert. Aus dieser Lage dürfte sich der im Volksmund gebräuchliche Name „Käppele“ ableiten lassen.
Erste Erwähnungen der Kapelle gibt es 1480 und 1507. Dies lässt eine Datierung des Baus der Kapelle auf das späte Mittelalter (vor 1500) zu.

### Stephanus-Kirche
Der älteste Teil ist der Turm und wurde vermutlich Mitte des 14. Jahrhunderts errichtet. Daran gliederte sich ein Holzbau als Langhaus an. Seine heutige Form erhält die Kirche um 1500. Die ursprünglich im romanischen Stil errichtete Kirche wurde auf spätgotischen Stil umgebaut. Zwischen 1997 und 2003 wurde die Kirche aufwändig renoviert.

### Naturdenkmäler

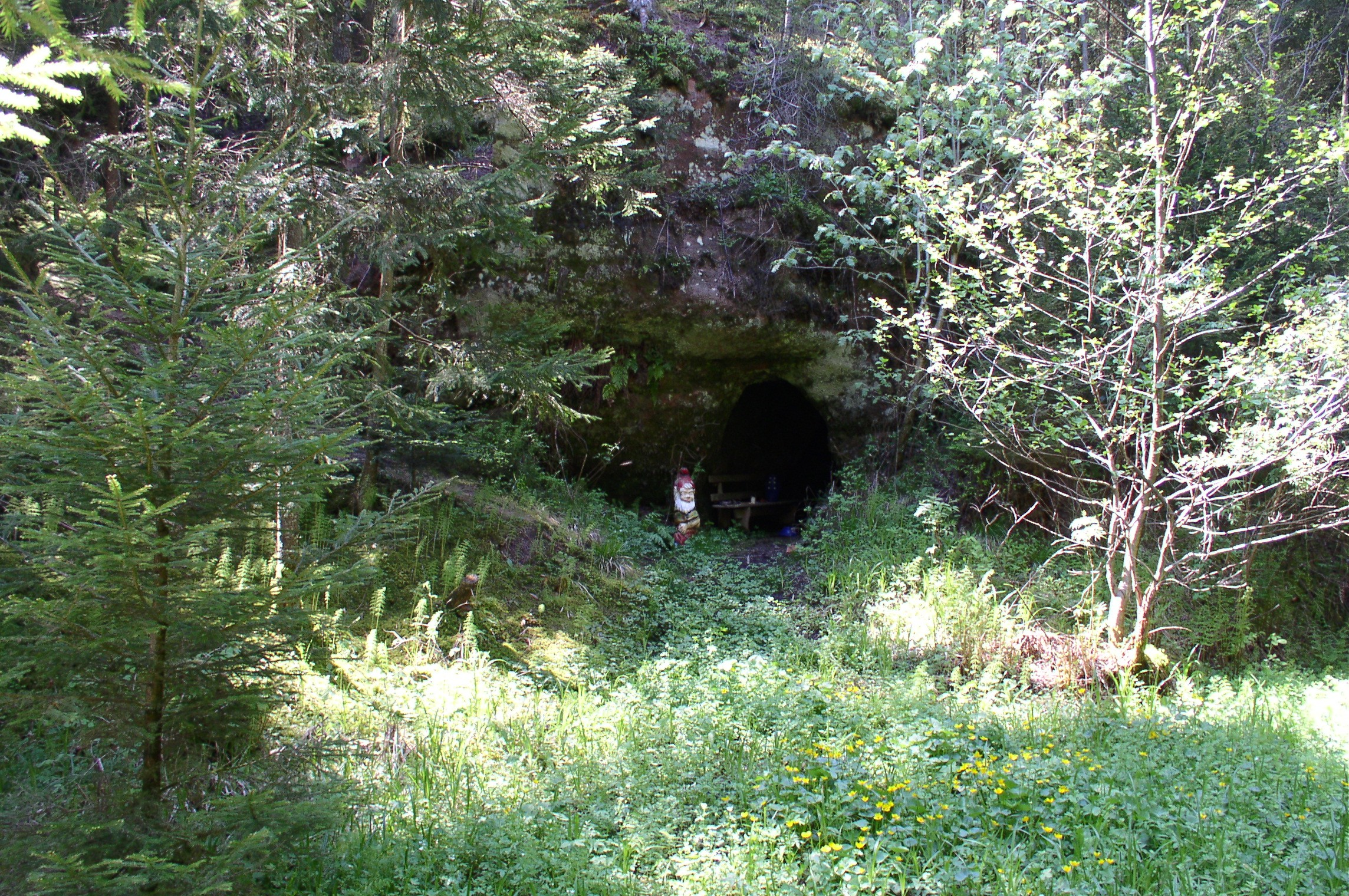
Götzenloch, auch Hohler Stein genannt bei Ruppertshofen

Das Götzenloch – auf Karten öfters als Hohler Stein bezeichnet – ist eine Erosionshöhle. Diese liegt in einer Seitenklinge des Götzenbachtals rund 2,5 km östlich von Ruppertshofen. Es handelt sich um eine Kleinhöhle in den weichen Sandsteinen des oberen Stubensandsteins. Entstanden ist die Höhle dadurch, dass unter einer härteren Sandsteinbank weichere Sandsteine erodiert wurden und sich dadurch die Höhlennische bildete. Am Ende der inzwischen rund 4 m tiefen Höhle entspringt eine kleine Quelle, die für das Entstehen der Höhle verantwortlich ist. Das Götzenloch befindet sich wenige Schritte neben dem Grünen Pfad Radweg „Rund ums Leintal und Frickenhofer Höhe“ der von Ruppertshofen zum Götzenbach-Stausee führt. Es gehört zu den ältesten geschützten Naturdenkmalen des Landkreises.

### Sport
Seit 2004 besteht der Radweg Grüner Pfad – Rund ums Leintal und Frickenhofer Höhe. Er lässt sich in insgesamt sechs Rundkurse unterteilen, die so ausgewählt sind, dass immer wieder Zwischenstopps eingelegt werden können. Entlang des Grünen Pfades sind rund 50 Infotafeln aufgestellt. Zentraler Startpunkt ist in Ruppertshofen am Berufsvorbereitungswerk Ostalb oder am Sportplatz.
Der 147 km lange Radwanderweg „Idyllische Straße“ führt von Eschach kommend über Tonolzbronn, Hönig und Birkenlohe durch das Gemeindegebiet.
Beim Jakobsberg befindet sich der Bogenparcours Saurier-Park. Der Bogenparcours hat 50 Bogenziele, aufgeteilt in vier Zonen Katzenwald, Krokodilbach, Saurier-Park und Bärenberg mit jeweils zehn Bogenzielen. Weitere zehn Bogenziele sind mit grünen Pflöcken an den Bogenstationen verteilt.

### Regelmäßige Veranstaltungen
Käppeleslauf am ersten Sonntag im April. Nach zweijähriger Pause fand 2011 der elfte Käppeleslauf statt. Gestartet wird nach Altersklassen und unterschiedlichen Streckenlängen. Der längste Lauf führt über 10 km. Der letzte Käppeleslauf fand 2017 statt.

## Wirtschaft und Infrastruktur
Ruppertshofen ist eine typische Wohngemeinde. Am Ort gibt es knapp 200 Arbeitsplätze, 600 Arbeitnehmer verdienen ihren Lebensunterhalt außerhalb der Gemeinde.
Ansässige Unternehmen

Im März 2007 wurde die Pahling Kabelkonfektion GmbH, Ruppertshofen vom Ministerium für Ernährung und Ländlichen Raum Baden-Württemberg im Rahmen des Entwicklungsprogramms Ländlicher Raum (ELR) als ELR-Projekt des Monats ausgezeichnet.

### Bildung
In Ruppertshofen gibt es eine Grundschule, die nächstgelegene Hauptschule (mit Werkrealschule) befindet sich in Mutlangen, Realschulen befinden sich in Leinzell und Mutlangen. Weiterführende Schulen befinden sich in Schwäbisch Gmünd.
Ruppertshofen ist Sitz des Berufsvorbereitungswerk Ostalb der Jugendhilfe Ruppertshofen e. V. Diese Einrichtung, die junge Menschen auf ihrem Weg in die Eigenständigkeit und in das Berufsleben unterstützen will, feierte im Oktober 2010 ihr sechzigjähriges Bestehen.

## Persönlichkeiten
- Jonathan Zenneck[12] (1871–1959), in Ruppertshofen geboren, Physiker, Miterfinder der Kathodenstrahlröhre und Pionier der deutschen Funktechnik. Die Grundschule in Ruppertshofen trägt seinen Namen. 1952 erhielt er die Ehrenbürgerwürde der Gemeinde.
- Doris Jannausch (1925–2017), deutsche Schriftstellerin, Theater-Schauspielerin und Kabarettistin, lebte in Ruppertshofen-Birkenlohe.
- Nikita Miller (* 1987), Comedian, wuchs hier auf.